# Breiðdalsvík
Breiðdalsvík (Baai van de Brede Dalen) is een plaatsje in het oosten van IJsland. Het ligt aan de gelijknamige baai in de gemeente Breiðdalshreppur en heeft 130 inwoners (in 2013). Het plaatsje ligt 617 kilometer van Reykjavik en 65 kilometer van Djúpivogur. 
Het plaatsje ontstond rond 1960, maar al in 1883 werd hier het eerste huis gebouwd. In 1896 ontstond, met de oprichting van een handelsnederzetting uit Seyðisfjörður een bestendige nederzetting. De bouw van de haven zorgde voor een snelle groei van het inwoneraantal. Vandaag de dag zijn de schapenhouderij en de visserij de belangrijkste bedrijfstakken in het dorp.
In de Tweede Wereldoorlog werd Breiðdalsvík door Duitse bommenwerpers gebombardeerd. 